# Jeroen Hertzberger
Jeroen Hertzberger (Rotterdam, 24 februari 1986) is een Nederlandse hockeyspeler. Hij speelt voor HC Rotterdam.

## Carrière

### Jeugd
Hertzberger is geboren in Rotterdam maar woonde een groot deel van zijn jeugd in Wenen. Hij speelde bij de jeugdopleiding van FK Austria Wien, wat samen met stadsgenoot Rapid de grootste voetbalclub is in Oostenrijk. Hij vond echter de trainers te streng en ging hockeyen bij AHTC Wien.
Hij speelde voor Oostenrijkse en Nederlandse jeugdselecties. 

### Clubcarrière
In 2003 speelde hij zijn eerste minuten in het eerste elftal van HC Rotterdam, dat toen nog in de Overgangsklasse speelde. Twee jaar later maakte hij zijn debuut in de Hoofdklasse. In 2013 won hij met de Rotterdamse ploeg de eerste landstitel in de clubgeschiedenis. 
Op 4 november 2023 maakte hij zijn 347e doelpunt in de Hoofdklasse en daarmee werd hij topscorer aller tijden. Sindsdien maakte hij er nog ruim 30 doelpunten bij.
In 2025 liet hij weten dat hij na 22 seizoenen een punt ging zetten achter zijn hockeyloopbaan. Hij heeft zijn hele carrière voor dezelfde club in Rotterdam gespeeld.

### Oranje
Vanaf 2007 kwam Hertzberger uit voor het Nederlands hockeyteam. Hij nam met Oranje deel aan zes Europese kampioenschappen, drie Wereldkampioenschappen en drie Olympische Spelen. Bij de eerste editie van de Euro Hockey League werd hij gedeeld topscorer. In 2008 maakt hij zijn olympische debuut op de Olympische Spelen van Peking. Hij nam ook deel aan de Olympische Spelen van 2016, waar hij met het Nederlands team een 4e plaats behaalde. Zijn laatste wedstrijd voor Oranje speelde hij in de (verloren) kwartfinale op de Olympische Spelen van Tokio in 2021.
Met 267 interlands en 127 goals is hij naast Teun de Nooijer en Stephan Veen de enige speler die met zowel het aantal wedstrijden als het aantal doelpunten de top-tien van Oranje staat.

## Privé
Jeroen Hertzberger heeft twee broers die ook in het eerste van HC Rotterdam gespeeld hebben: Willem en Maurits Hertzberger. 

## Erelijst
- Champions Trophy 2007 Kuala Lumpur (Mal)
- Wereldkampioenschap 2010 New Delhi (Ind)
- WK hockey 2014 Den Haag (Ned)
- EK hockey 2015 Londen (Gbr)
- WK hockey 2018 Bhubaneswar (Ind)
- Europees kampioenschap hockey mannen 2021 Amsterdam (Ned)

## Onderscheidingen
- 2008 – Gouden Stick
- 2013 – Gouden Stick

Thomas Boerma · 
Matthijs Brouwer · 
Ronald Brouwer · 
Jeroen Delmee · 
Geert-Jan Derikx · 
Rob Derikx · 
Laurence Docherty · 
Jeroen Hertzberger · 
Robert van der Horst · 
Timme Hoyng · 
Teun de Nooijer · 
Rob Reckers · 
Taeke Taekema · 
Guus Vogels · 
Roderick Weusthof · 
Sander van der Weide ·
Coach: Roelant Oltmans
Seve van Ass · 
Sander Baart · 
Billy Bakker · 
Jorrit Croon · 
Jeroen Hertzberger · 
Rogier Hofman · 
Robert van der Horst ·  
Robbert Kemperman · 
Mirco Pruyser · 
Glenn Schuurman · 
Jaap Stockmann · 
Hidde Turkstra · 
Valentin Verga · 
Bob de Voogd · 
Mink van der Weerden · 
Sander de Wijn ·
Coach: Max Caldas
Seve van Ass · 
Billy Bakker · 
Lars Balk · 
Pirmin Blaak · 
Thierry Brinkman · 
Jorrit Croon · 
Thijs van Dam · 
Jonas de Geus · 
Jeroen Hertzberger · 
Jip Janssen · 
Robbert Kemperman · 
Joep de Mol · 
Mirco Pruyser ·  
Glenn Schuurman · 
Mink van der Weerden · 
Sander de Wijn · 
Coach: Max Caldas